# Otto Grunert
Otto Georg Erdmann Grunert (* 22. Januar 1845 in Magdeburg; † 29. April 1903) war ein deutscher Zahnarzt, Paläontologe sowie Autor wissenschaftlicher Publikationen.

## Leben

### Ausbildung
Grunert absolvierte das Realgymnasium in Magdeburg und begann danach eine Zahntechnikerlehre, woran sich 1868 ein Studium der Zahnmedizin an der Universität Berlin anschloss. Zudem studierte er fünf Semester Naturwissenschaften in Berlin und Erlangen, unter anderem bei Hans Lenk und Eilhard Wiedemann. Unterbrochen wurde seine Studienzeit durch den Wehrdienst im Deutschen Krieg von 1866 und Deutsch-Französischen Krieg von 1870/71.

### Zahnmediziner
Ab 1873 arbeitete Grunert als Zahnarzt in verschiedenen Ateliers in Berlin. Später ging er in die USA und absolvierte zwischen 1882 und 1883 ein weiteres Studium am Pennsylvania Dental College, das er mit dem Dr. chir. dent. abschloss. 1896 wurde Grunert von Friedrich II. von Anhalt zum Hofzahnarzt ernannt.
Er veröffentlichte eine Reihe von zahn- und humanmedizinischen Schriften, beispielsweise über Obturatoren (Prothesen für Patienten mit Lippen-Kiefer-Gaumenspalten), die Auswirkungen des Diabetes mellitus auf die Mundhöhle oder über die Lokalanästhesie bei Zahnextraktionen.

### Arbeit als Paläontologe
Als Paläontologe machte sich Grunert 1898 mit seiner Dissertation zum Dr. phil. an der Philosophischen Fakultät in Erlangen einen Namen und legte mit ihr als erster Wissenschaftler eine Monographie über die Scaphopoden und Gastropoden der Germanischen Trias des mitteleuropäischen Beckens vor. Sein Doktorvater war Hans Lenk, der dort seit 1895 ao. Professor war und das Geologisch-Mineralogische Institut gründete. Für die Dissertation untersuchte er das gesamte bis dahin beschriebene und zugängliche Originalmaterial der Ost-West-Ausdehnung des mitteleuropäischen Beckens (von Oberschlesien über Rüdersdorf, Thüringen, Franken, Schwaben, Württemberg, Baden und der Eifel bis Lothringen), erstellte für jede einzelne Art eine umfangreiche Synonymieliste, beschrieb diese und bildete alle Arten auf Tafeln ab. Dafür untersuchte er neben diversen Privatsammlungen unter anderem die Sammlungen der Friedrich-Alexander-Universität Erlangen und der Bergakademie Berlin und stand mit einflussreichen Fachkollegen wie Ernst Koken in Tübingen sowie Eberhard Fraas und Adolf von Koenen in Kontakt.
Grunerts Arbeit gehört neben der im Jahr 1902 verfassten Dissertation von Edmund Picard, der Grunerts Schrift in seine Bearbeitung einbezog, zu den wenigen klassischen Standardwerken über die triassischen Gastropoden des mitteleuropäischen Beckens.
Sie hat mit der Übernahme verschiedener Abbildungen und Angaben unter anderem auch Eingang in das Standardwerk der Trias des deutschen Paläontologen und Geologen Martin Schmidt gefunden. Während Grunert, Koken, Picard und andere die Germanische Trias behandelten, stammen grundlegende Arbeiten über Gastropoden der alpinen Trias von dem österreichischen Wissenschaftler Ernst Kittl.

### Tod und Grabstätte
Otto Grunert starb 1903 im Alter von 58 Jahren. Seine letzte Ruhestätte fand er nach Umbettung auf dem Südwestkirchhof Stahnsdorf bei Berlin. Sein dortiges Grab ist erhalten geblieben.

## Veröffentlichungen
Zahnmedizin
- mit Max Schreiber: Der Einfluss kranker Zähne auf den Magen und die Luftwege allgemein verständlich dargestellt. In: Zahnärztliche Rundschau. Berlin 1894.
- Über Obturatoren. Wilhelm Greve, Berlin 1894 (Sonderabdruck aus Julius Scheff (Hrsg.): Handbuch der Zahnheilkunde. Band 3, Hölder, Wien 1893, S. 346–371, Archiv)
- Über allgemeine Betäubung und örtliche Anästhesie zum Zweck schmerzloser Zahnextractionen. Berlin 1895.
- Über Krankheitserscheinungen in der Mundhöhle beim Diabetes. Therapeutische Winke für Diabetiker. Berliner Verlagsanstalt, Berlin 1899, Archiv
- mit Carl Birkenthal und Max Schreiber: Krankheitserscheinungen beim Diabetes, Rhachitis, Tuberkulose und Syphilis hereditaria. Einfluss auf den Magen und die Luftwege. Berlinische Verlagsanstalt, Berlin 1899.
- Über Kuppelfüllungen und Vollkronen aus Amalgam. In: Adolph Witzel: Der Kronenersatz aus Amalgam. Berlin 1903.
- Deutsche Monatsschrift für Zahnheilkunde. 1901.
- Handbuch der Zahnheilkunde, Band 2. Hölder, 1904

Paläontologie
- Die Scaphopoden und Gastropoden der deutschen Trias. A. Vollrath, Erlangen 1898,  (Archiv), Verlag Hansebooks, 2017. ISBN 978-3-7446-0553-3